# پیلری
پیلری (به لاتین: Pileri) یک منطقهٔ مسکونی در قبرس شمالی است که در Girne District واقع شده‌است. پیلری ۲۲۸ نفر جمعیت دارد.